# Gegeneophis krishni
Espèce
Statut de conservation UICN

 DD  : Données insuffisantes
Gegeneophis krishni est une espèce de gymnophiones de la famille des Indotyphlidae.

## Répartition
Cette espèce est endémique des environs de Mangalore dans l'État de Karnataka en Inde. Elle se rencontre en dessous de 100 m d'altitude.

## Étymologie
Son nom d'espèce lui a été donné en référence à son lieu de découverte, Krishna Farms.

## Publication originale
- Pillai & Ravichandran, 1999 : Gymnophiona (Amphibia) of India. A taxonomic study. Records of the Zoological Survey of India. Occasional Paper, vol. 172, p. 1-117.